# غراهام غاردينر
غراهام غاردينر (بالإنجليزية: Graham Gardiner)‏ هو مجدف أسترالي، ولد في القرن العشرين.

## وصلات خارجية
- غراهام غاردينر على موقع الاتحاد الدولي للتجديف (الإنجليزية)